# Gungong
Gungong est un village du Cameroun situé dans le département du Mezam et la Région du Nord-Ouest. Il fait partie de l'arrondissement (commune) de Bali.

## Population
Lors du recensement national de 2005, 957 personnes y ont été dénombrées.
Des projections plus récentes ont abouti à une estimation de 4 000 personnes pour 2011.

## Éducation
Gungong possède une école primaire et une crèche publique, nommées respectivement G.N et G.N.S Gungong, avec une capacité d'accueil d'environ 300 enfants.

## Santé
La santé dans le village se présente à travers un hôpital public (dispensaire) qui nécessite une réhabilitation vu l'accroissement de la population.

## Eau et Électricité
En 2011, le village de Gungong était doté de plus de cinq pompes d'eau potable, certaines en réhabilitation. Il bénéficiait également d'une extension d’électricité et était connecté partiellement à l’électricité.